# 声公 (曹)
声公（せいこう、? - 紀元前510年）は、春秋時代の曹の君主（在位前515年 - 前510年）。姓は姫、名は野。平公の子として生まれた。兄の悼公の後を受けて曹国の君主となった。在位5年。紀元前510年、弟の姫通に殺害された。